# Tadeusz Krupa

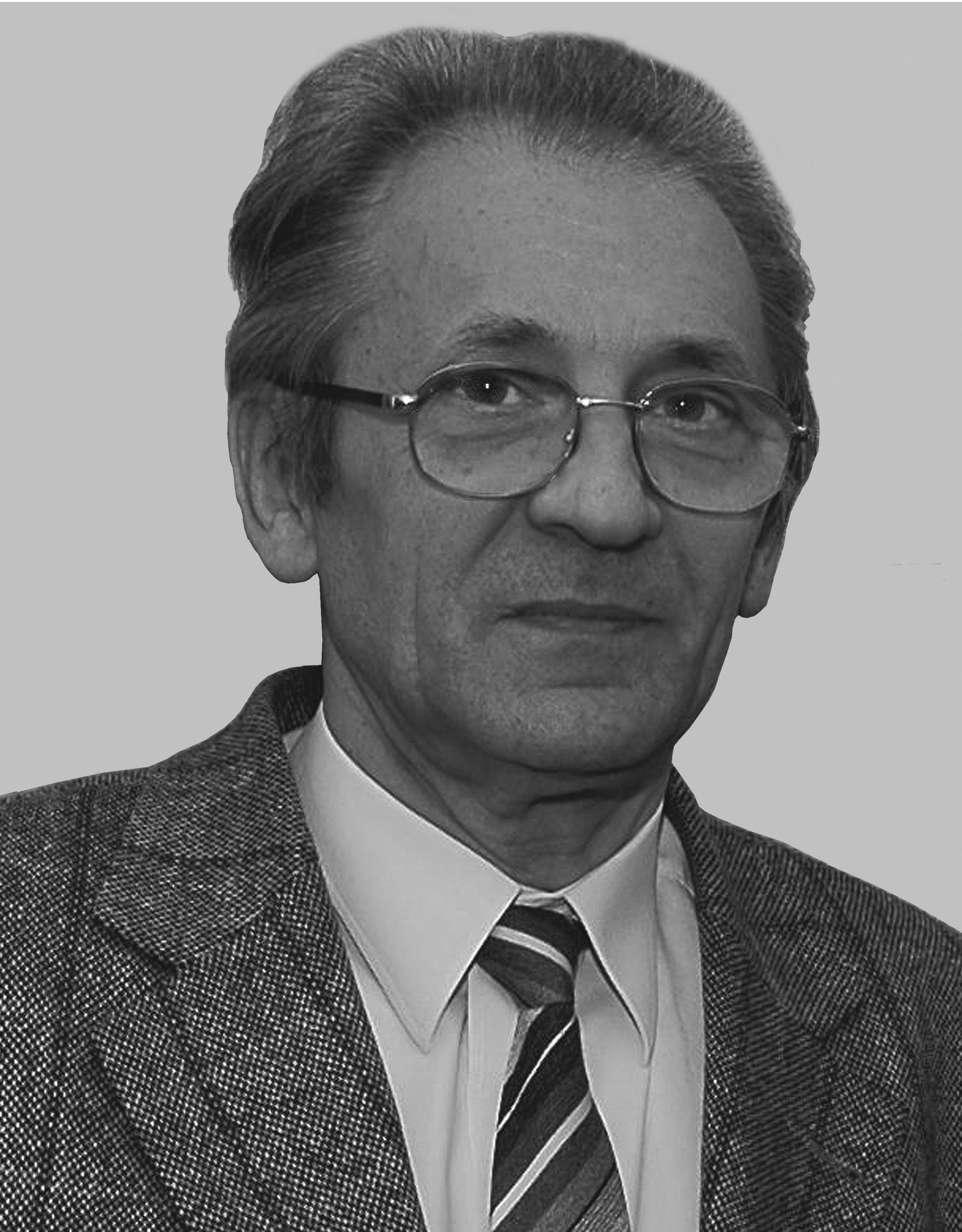

Tadeusz Krupa (ur. 20 maja 1946 w Krakowie, zm. 6 lutego 2025) – polski naukowiec, profesor nauk ekonomicznych, nauczyciel akademicki Politechniki Warszawskiej, dziekan wydziałów Mechanicznego Technologii i Automatyzacji, a następnie Zarządzania Politechniki Warszawskiej.

## Życiorys
W 1964 rozpoczął studia na Wydziale Mechanicznym Energetyki i Lotnictwa Politechniki Warszawskiej, po dwóch latach kontynuował studia na Wydziale Automatyki i Techniki Obliczeniowej Moskiewskiego Instytutu Energetycznego (MIE). Tam też w 1974 obronił pracę doktorską pt. ”Automatyzacja projektowania układów sterujących na algorytmicznym etapie syntezy”.
W 1975 podjął pracę w Instytucie Organizacji Zarządzania na Wydziale Mechanicznym Technologicznym Politechniki Warszawskiej.
Stopień doktora habilitowanego uzyskał na podstawie dorobku naukowego i rozprawy pt. „Teoria i praktyka semantycznego projektowania systemów sterowania logistycznego procesami szeregowo-równoległymi” w MIE w 1983. Rok później objął stanowisko docenta w Politechnice Warszawskiej. W latach 1981–1984 w Instytucie Organizacji Zarządzania sprawował funkcję zastępcy dyrektora ds. naukowych, a w latach 1984-1990 funkcję dyrektora. W 1996, po zakończeniu kadencji dziekana Wydziału Inżynierii Produkcji, objął stanowisko dyrektora Instytutu Organizacji Systemów Produkcyjnych i kierownika Zakładów Systemów Informatycznych. W latach 1996–2002 sprawował również funkcję doradcy Prezesa PZU S.A., w tym czasie brał udział w tworzeniu najważniejszych projektów strategii informatyzacji PZU. W latach 2008–2016 sprawował funkcję dziekana nowo utworzonego Wydziału Zarządzania Politechniki Warszawskiej.
W 1993 objął stanowisko profesora nadzwyczajnego, a w 2010 otrzymał nominację na profesora tytularnego nauk ekonomicznych.

## Stanowiska
- 1975 – pracownik Instytutu Organizacji Zarządzania, Wydział Mechaniczny Technologiczny Politechniki Warszawskiej
- 1981-1984 – zastępca dyrektora ds. naukowych Instytutu Organizacji Zarządzania, Wydział Mechaniczny Technologiczny PW
- 1984-1990 – dyrektor Instytutu Organizacji Zarządzania, Wydział Mechaniczny Technologiczny PW
- 1990-1996 – dziekan Wydziału Mechanicznego Technologii i Automatyzacji PW
- 2002–2008 dyrektor Instytutu Organizacji Systemów Produkcyjnych oraz kierownik Zakładu Systemów Informatycznych PW
- 1996-2002 – doradca Prezesa PZU S.A.
- 2008-2016 – dziekan Wydziału Zarządzania PW

## Członkostwa
- 1990-2016 – członek Senatu Politechniki Warszawskiej
- 1996-1999 – przewodniczący Rektorskiej Komisji ds. Restrukturyzacji Jednostek Organizacyjnych PW
- 1999-2002 – przewodniczący Rektorskiej Komisji ds. Modernizacji i Rozwoju PW
- od 1994 – członek Komisji Ekspertów Ministra Edukacji Narodowej

## Nagrody, wyróżnienia, odznaczenia
- Złoty Krzyż Zasługi
- (wielokrotnie) Nagroda Rektora Politechniki Warszawskiej
- Nagroda Ekspertów Ministra Edukacji Narodowej

## Działalność pozanaukowa
Interesował się poezją, jazzem, impresjonizmem. Należał do krakowskiej Drużyny Harcerskiej im. Zygmunta Wyrobka. Był członkiem Akademickiego Związku Sportowego.

## Wybrane publikacje
Książki autorskie:
- Modernizacja policji, Praca zbiorowa 2013, Dom Wydawniczy Elipsa, ISBN 978-83-60694-47-3,
- Elementy teorii zdań. Pomoce dydaktyczne do wykładów, 2001, Oficyna Wydawnicza Politechniki Warszawskiej

Książki redagowane:
- Krupa Tadeusz (red.): Wybrane zagadnienia informatyki gospodarczej: praca zbiorowa, 2009, Oficyna Wydawnicza Polskiego Towarzystwa Zarządzania Produkcją, ISBN 978-83-923797-8-2, [9788392379782], 314 s.,
- Krupa Tadeusz (red.): Wybrane aspekty zarządzania wiedzą w przedsiębiorstwach europejskich, 2006, Oficyna Wydawnicza Polskiego Towarzystwa Zarządzania Produkcją,
- Krupa Tadeusz (red.): Uwarunkowania i analizy w systemach organizacyjnych przedsiębiorstw, 2008, Oficyna Wydawnicza Polskiego Towarzystwa Zarządzania Produkcją, ISBN 978-83-923797-6-8, 304 s.
- Krupa Tadeusz (red.): New Challenges and OId Problems in Enterprise Management, 2002, Wydawnictwa Naukowo-Techniczne, ISBN 83-204-2765-7, 284 s.

Rozdziały z książek:
- Krupa Tadeusz: Elementy teorii systemów, w: Informatyka gospodarcza. Tom 1 / Zawiła-Niedźwiecki Janusz, Rostek Katarzyna, Gąsiorkiewicz Artur (red.), 2010, Wydawnictwo C. H. Beck, ISBN 978-83-255-1762-5, s. 277-306
- Krupa Tadeusz, Pięta Sylwester, Sitarski Kamil: Bezpieczeństwo systemów informatycznych w procesie migracji, w: Uwarunkowania i analizy w systemach organizacyjnych przedsiębiorstw / Krupa Tadeusz (red.), 2008, Oficyna Wydawnicza Polskiego Towarzystwa Zarządzania Produkcją, ISBN 978-83-923797-6-8, s. 153-184

Artykuły z czasopism:
- Krupa Tadeusz: Semiotyka kluczowych pojęć tezaurusa ciągłości działania w infrastrukturze krytycznej, w: Logistyka: czasopismo dla profesjonalistów, Instytut Logistyki i Magazynowania, nr 4, 2015, s. 7793 – 7802
- Krupa Tadeusz, Kotarba Wiesław, Domański Jarosław: The Prisms of Management, w: Foundations of Management, Politechnika Warszawska – Wydział Zarzadzania, vol. 6, nr 2, 2014, s. 43-50